# Саут-Накнек (Аляска)
Саут-Накнек (англ. South Naknek; центрально-юпикский: Qinuyang) — статистически обособленная местность в боро Бристол-Бей, штат Аляска, США. По данным переписи 2010 года население составляет 79 человек.

## География
Площадь статистически обособленной местности составляет 252,6 км², из которых 246,2 км² — суша и 6,4 км² (2,5 %) — открытые водные пространства. Расположена в устье реки Накнек, напротив статистически обособленной местности Накнек.

## Население
По данным переписи 2000 года население статистически обособленной местности составляло 137 человек. Расовый состав: коренные американцы — 83,94 %; белые — 13,14 %; афроамериканцы — 1,46 %; азиаты — 0,73 % и жители островов Тихого океана — 0,73 %. 2,19 % населения — латиноамериканцы всех рас.
Из 46 домашних хозяйств в 39,1 % — воспитывали детей в возрасте до 18 лет, 50,0 % представляли собой совместно проживающие супружеские пары; 10,9 % — женщины, проживающие без мужей и 26,1 % не имели семьи. 15,2 % от общего числа семей на момент переписи жили самостоятельно, при этом 2,2 % составили одинокие пожилые люди в возрасте 65 лет и старше. В среднем домашнее хозяйство ведут 2,98 человек, а средний размер семьи — 3,32 человек.
Доля лиц в возрасте младше 18 лет — 29,9 %; лиц старше 65 лет — 6,6 %. Средний возраст населения — 36 лет. На каждые 100 женщин приходится 128,3 мужчин; на каждые 100 женщин в возрасте старше 18 лет — 128,6 мужчин.

## Экономика
Средний доход на совместное хозяйство — $22 344. Средний доход на душу населения — $13 019.